# Moga (stad)
Moga is een nagar panchayat (plaats) in het district Moga van de Indiase staat Punjab. 

## Demografie
Volgens de Indiase volkstelling van 2001 wonen er 124.624 mensen in Moga, waarvan 54% mannelijk en 46% vrouwelijk is. De plaats heeft een alfabetiseringsgraad van 68%. 

## Geboren in Moga
- Narinder Singh Kapany (1926-2020), Indiaas-Amerikaans natuurkundige